# Nipaecoccus viridis
Nipaecoccus viridis är en insektsart som först beskrevs av Robert Newstead 1894.  Nipaecoccus viridis ingår i släktet Nipaecoccus och familjen ullsköldlöss. Inga underarter finns listade i Catalogue of Life.